# Nils Rosén (football)
Nils Rosén, né le 22 mai 1902 à Helsingborg en Suède et mort le 25 juin 1951, était un joueur de football international suédois, qui jouait au poste de milieu de terrain.

## Biographie
Il commence sa carrière à 14 ans chez les jeunes du Helsingborgs FF. À 19 ans, il débute en Allsvenskan dans le club suédois de l'Helsingborgs IF.
Au niveau international, il joue avec l'équipe de Suède son premier match le 21 juin 1925 contre l'équipe d'Allemagne. Il est sélectionné pour jouer pendant la coupe du monde 1934 en Italie.

## Palmarès
- Championnat de Suède (4) :
  - 1929, 1930, 1933, 1934